# Bahnhof Schruns
Der Bahnhof Schruns ist der Endbahnhof der Montafonerbahn und liegt in der Marktgemeinde Schruns.

## Geschichte

Zuggarnitur im Bahnhof Schruns, 1905

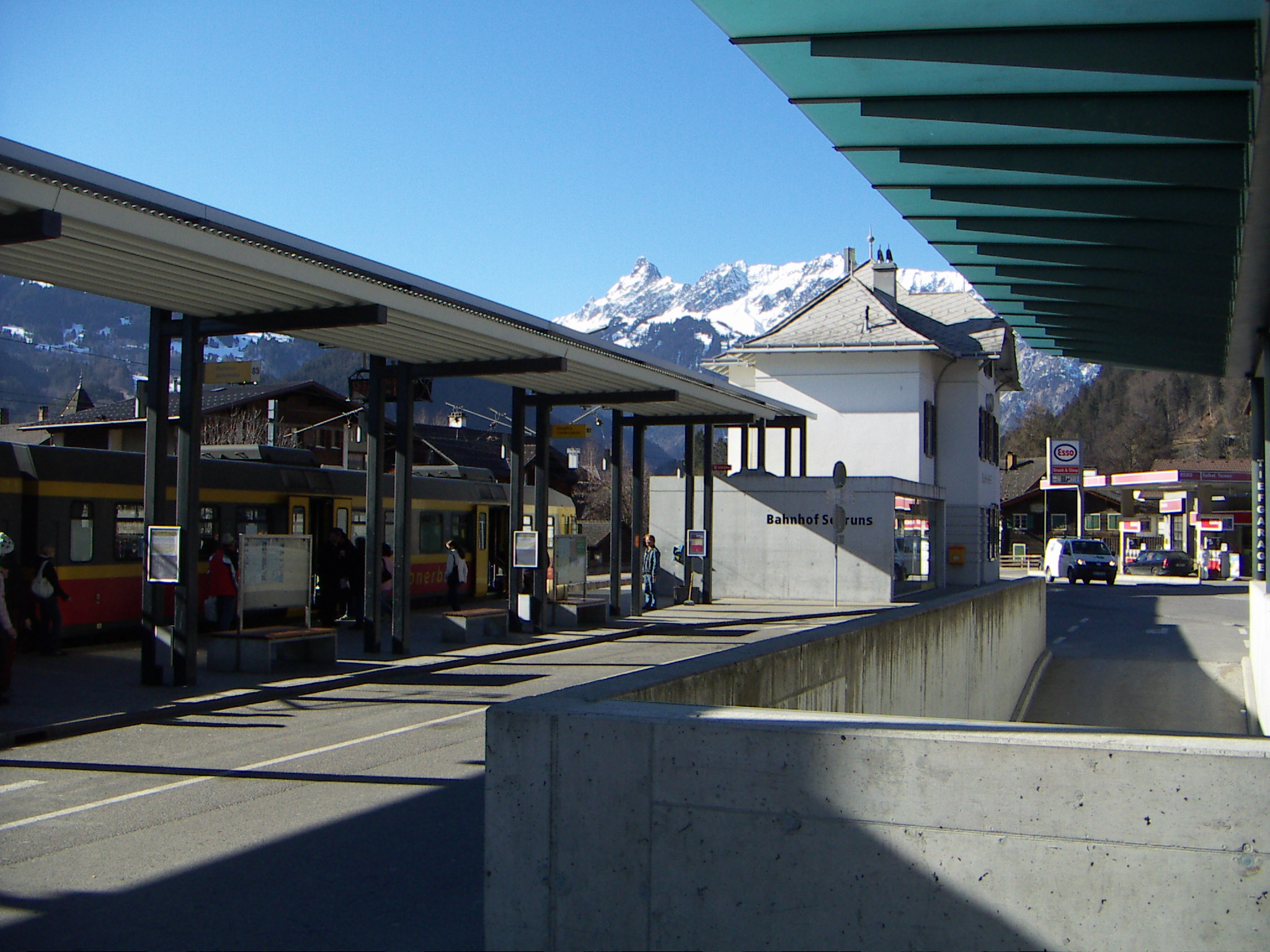
Bahnhof Schruns mit Bushaltestellen

Die Station ging am 18. Dezember 1905 in Betrieb und ist seither Betriebsmittelpunkt der Strecke nach Bludenz wie auch Unternehmenssitz der Montafonerbahn AG. Um die Umstiegsmöglichkeiten zu anderen öffentlichen Verkehrsmitteln zu erleichtern, wurde 2001 das Empfangsgebäude von dem Architekten Hans Hohenfellner umgestaltet. 
Der ostseitige erdgeschoßige Anbau aus den 1930er Jahren wurde abgetragen und durch einen transparenten Baukörper ersetzt. An diesem befinden sich auch die Haltestellen der verkehrenden Buslinien.
Hinter (östlich) dem Bahnhof befinden sich die Remise und Werkstätten, sowie das Verwaltungsgebäude der Montafonerbahn AG.

## Verkehrsanbindung
Der Bahnhof Schruns wird morgens, mittags und nachmittags halbstündig von der S-Bahn Vorarlberg bedient, abends und sonntags verkehren die Züge noch stündlich. Teilweise fahren sie ab Bludenz weiter nach Bregenz oder Lindau-Insel.
| Zuggattung/Linie | Verlauf | Takt                           |
| ---------------- | --- | ------------------------------ |
| S 4              | Bludenz – Bludenz-Moos – Brunnenfeld-Stallehr – Lorüns – St. Anton im Montafon – Vandans – Kaltenbrunnen-Gantschier – Tschagguns – Schruns | 30 Minuten (abends 60 Minuten) |

Stand: Dezember 2024